# Bản thảo minh họa

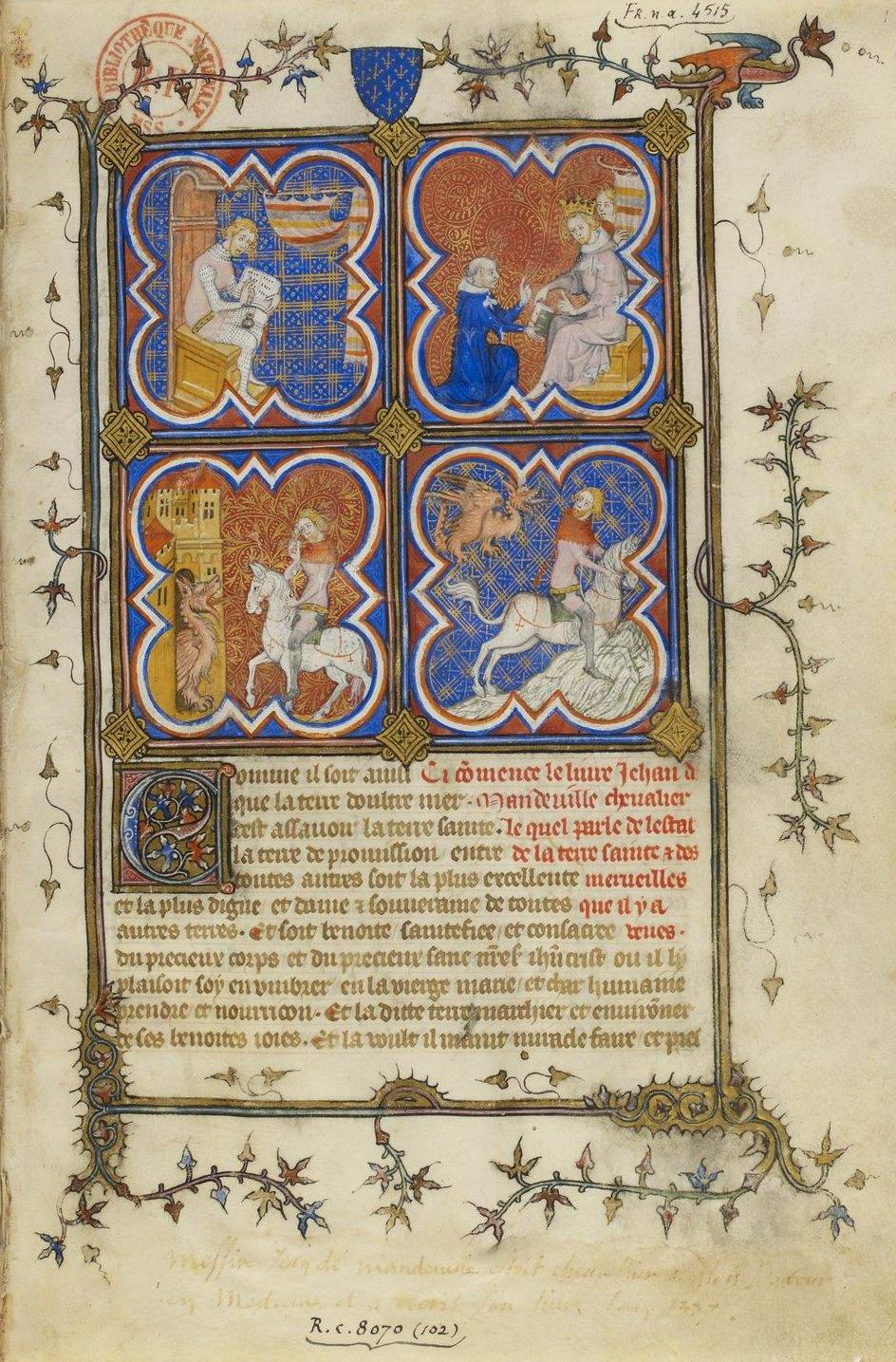
Bản thảo Hành trình của Joan de Mandeville, lưu trữ ở BNF, khoảng thế kỷ 14.

Bản thảo được chiếu sáng (illuminated manuscripts) là tên gọi dành cho các bản thảo được làm từ da thuộc hoặc giấy, được vẽ các họa tiết minh họa (có thể được mạ vàng) và kèm theo các đường viền được trang trí tỉ mỉ.